# Juli (Fußballspieler)
Juli Fernández (* 19. November 1974) ist ein ehemaliger andorranischer Fußballspieler, der zuletzt für den FC Santa Coloma spielte. Mit seiner Mannschaft gewann er sowohl die Primera Divisió als auch den Copa Constitució. Er schoss einen Ehrentreffer für Andorra im Spiel gegen Israel bei der Qualifikation zur Fußball-Europameisterschaft 2008. Im Jahr 2013 beendete er seine Karriere.
Er spielte 2002 bis 2009 für die Andorranische Fußballnationalmannschaft und schoss in 36 Spielen 1 Tor.